# Biserica Baptistă Westboro

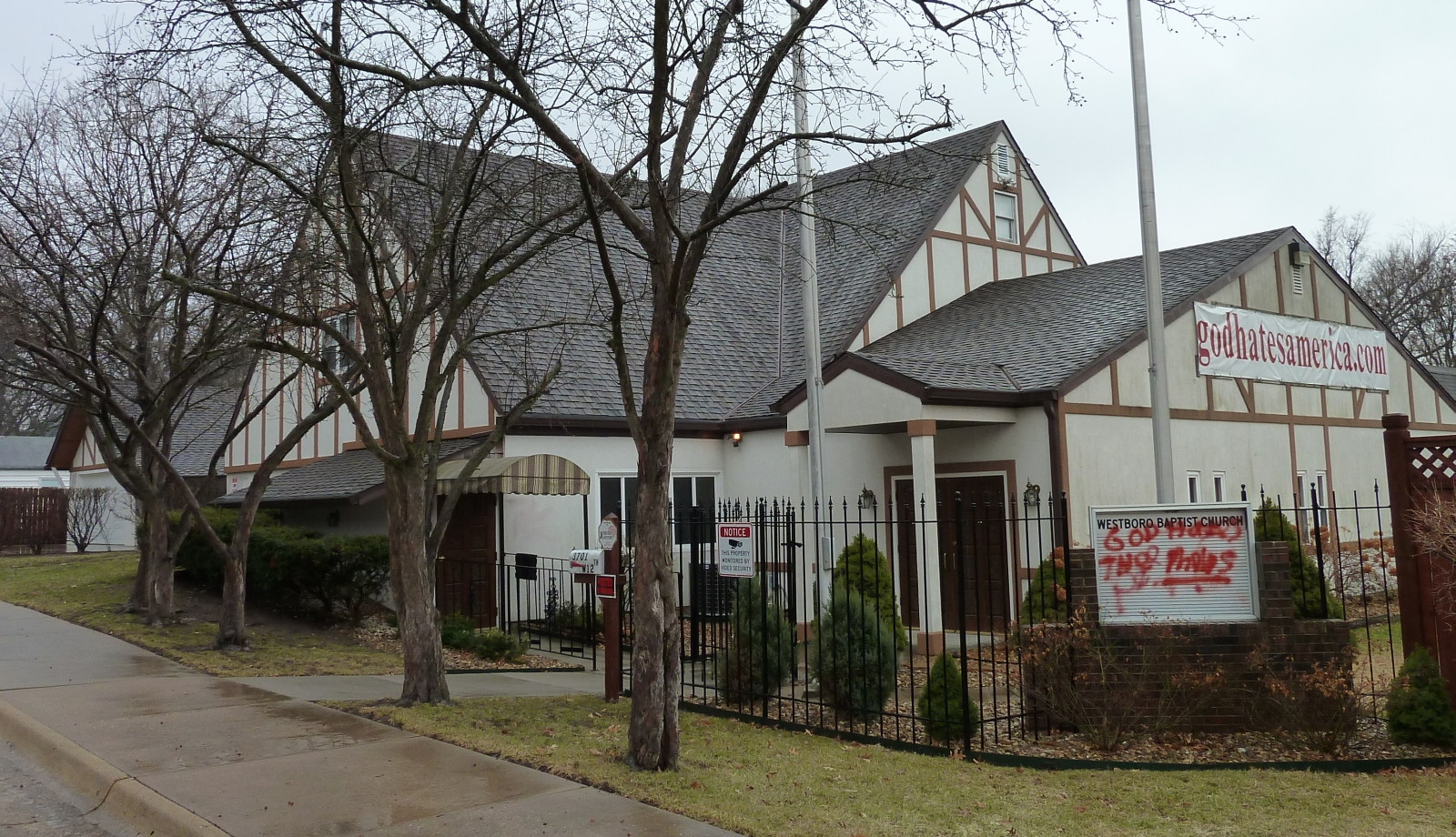
Biserica Baptistă Westboro din Topeka, Kansas

Biserica Baptistă Westboro (în limba engleză: Westboro Baptist Church) este o grupare religioasă condusă de către Fred Phelps, ce are sediul în Topeka, Kansas, S.U.A.. Gruparea are în prezent 70 de membri.

## Legături externe
- Site web oficial